# Lista marchizilor de Saluzzo

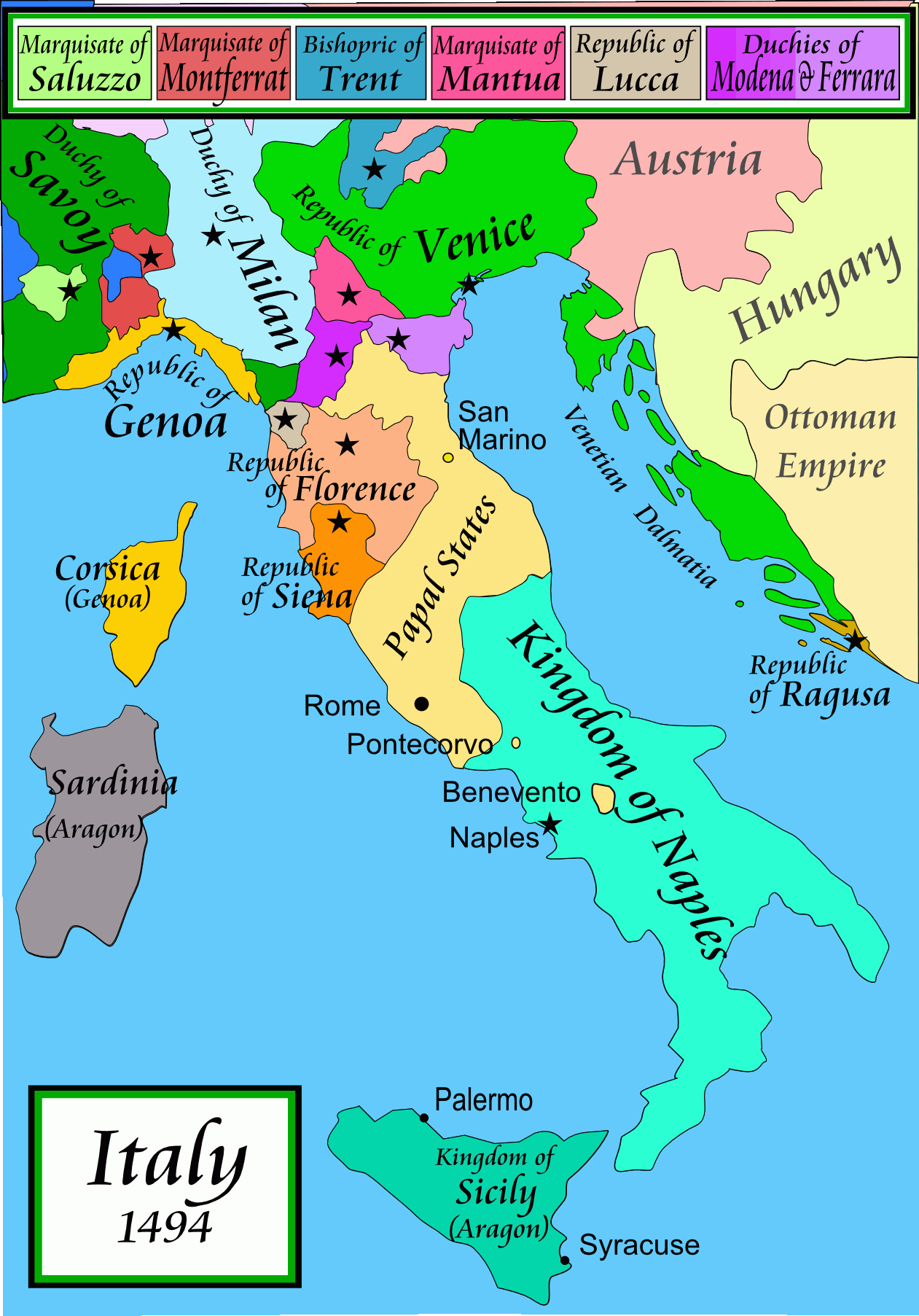
Marchizatul de Saluzzi (în verde deschis) în contextul Italiei de la sfârșitul secolului al XV-lea.

Marchizii (margrafii) de Saluzzo au fost conducători feudali medievali ai orașului Saluzzo din (Piemont) și ai îmrejurimilor acestuia, de la 1175 la 1549. Inițial având titlul de conți, membrii familiei au primit în feudum orașul de la margraful de Torino, Ulric Manfred al II-lea. Teritoriul a trecut în poseia Mărcii de Susa, prin familia del Vasto din Savona, iar în 1175 a dobândit statutul de marchizat din partea împăratului Frederic I Barbarossa. În 1549, a fost anexat de către Regatul Franței, în contextul Războaielor italiene.
- Manfred I (1125–1175)
- Manfred al II-lea (1175–1215)
- Manfred al III-lea (1215–1244)
- Toma I (1244–1296)
- Manfred al IV-lea (1296–1330)
  - Manfred al V-lea, în război civil cu fratele său până în 1332
  - Frederic I, în război civil cu fratele său până în 1332
- Frederic I de Saluzzo|Frederic I (1332–1336)
- Toma al II-lea (1336–1357)
- Frederic al II-lea (1357–1396)
- Toma al III-lea (1396–1416)
- Ludovic I (1416–1475)
- Ludovic al II-lea (1475–1504)
- Mihail Anton (1504–1528)
- Ioan Ludovic (1528–1529, d. 1563), depus
- Francisc Ludovic I (1529–1537)
- Ioan Gabriel (1537–1548)